# Enkopresis
Als Enkopresis (ICD-10: F98.1) wird bei Menschen das wiederholte willkürliche oder unwillkürliche Einkoten in Kleidung oder das Absetzen von Kot an dafür im soziokulturellen Milieu der jeweiligen Person nicht vorgesehenen Orten bezeichnet. Die Erkrankung kann isoliert auftreten oder als Teil eines umfassenderen Störungsbildes. Das Phänomen kann zudem einerseits vorkommen, ohne dass zuvor eine angemessene Darmkontrolle beobachtet werden konnte. Hier wird die Störung als von der Norm abweichende längere Dauer der normalen kindlichen Inkontinenz aufgefasst und mitunter auch als „primäre“ Enkopresis bezeichnet. Andererseits ist es möglich, dass die Störung auftritt, nachdem zuvor bereits eine normentsprechende Darmkontrolle existiert hatte. Dies kann unter dem Begriff „sekundäre Enkopresis“ verstanden werden. Insgesamt können sich physiologische oder psychologische Faktoren oder eine Kombination aus beidem als Ursachen oder Auslöser der Enkopresis herausstellen.

## Diagnose
Die Enkopresis gehört zu den sogenannten Ausscheidungsstörungen, welche als Diagnose in der Regel erst ab einem bestimmten Alter gestellt werden sollen. Von einer Störung wird erst dann ausgegangen, wenn bei Befunderhebung der Zeitraum der psychophysiologischen Reifungsvarianten bezüglich der Ausscheidungskontrolle deutlich überschritten wurde. Eine Diagnose „Enkopresis“ soll daher in der Regel frühestens bei Kindern ab einem Alter von 4 Jahren gestellt werden. Als zwei weitere Diagnosekriterien sollten feststellbar sein, dass erstens das Einkoten bzw. Absetzen von Stuhl das Leitphänomen des gesamten Störungsbildes ist, und dass es zweitens mehr als einmal im Monat auftritt.
Bei entsprechenden Beschwerden, Anzeichen oder Symptomen müssen zunächst organische Ursachen ausgeschlossen werden. Dabei sollte die Befunderhebung insbesondere bei Kindern möglichst wenig invasiv und belastend sein. Meist ist die Diagnostik anhand von körperlichen Untersuchungen, Ultraschall und Fragebögen zu Ausscheidung und Einkoten ausreichend.

## Häufigkeit
Zur Häufigkeit finden sich in der Fachliteratur unterschiedliche Angaben, es gilt aber als gesichert, dass Jungen deutlich häufiger betroffen sind als Mädchen.
Bei etwa achtjährigen Kindern liegt die Häufigkeit bei 1,5 %. Am häufigsten kommt es zwischen dem 7. und 9. Lebensjahr vor.
Enkopresis tritt überwiegend nur tagsüber auf. In 25 % der Fälle tritt neben der Enkopresis auch eine Enuresis (Einnässen) auf.

## Formen
Wie beim Einnässen unterscheidet man zwischen primären und sekundären Formen:
- Primäres Einkoten betrifft Kinder über 3 Jahre, die nie gelernt haben, ihren Stuhlgang zu beherrschen – die Stuhlkontrolle sollte im 2.–3. Lebensjahr abgeschlossen sein.
- Sekundäres Einkoten betrifft Kinder egal welchen Alters, die schon einmal sauber waren und plötzlich wieder „rückfällig“ werden.

Ursächlich unterscheidet man beim Einkoten zwischen 2 Formen:
1. Retentive Enkopresis, bei der die Ursache eine chronische Verstopfung ist (80–95 % der Fälle).
2. Nicht-retentive Enkopresis, mit psychischen Ursachen (5–20 % der Fälle).

Organische Erkrankungen z. B. Morbus Hirschsprung (Megacolon congenitum) oder Spina bifida können zwar Ursache einer Enkopresis sein, eine Enkopresis ist aber nur in extrem seltenen Fällen die erste Manifestation dieser Erkrankungen.

## Retentive Enkopresis (Einkoten im Zusammenhang mit Stuhlverstopfung)

Teufelskreis Obstipation-Stuhlverhaltung

Darmverstopfung-Schema

80–95 % der Fälle von Enkopresis sind durch Verstopfung und Stuhlretention (Stuhlverhaltung) verursacht, also durch eine körperliche Funktionsstörung (deutsches Synonym Überlauf-Enkopresis, englisch retentive encopresis oder soiling).

### Ursache
Hierbei handelt es sich um eine einfache Funktionsstörung, die sich als Teufelskreis selbst unterhält.
1. Eine langdauernde Verstopfung (chronische Obstipation), die bei Kindern häufig auftreten kann, ist der Ausgangspunkt des Teufelskreises.
2. Dabei bilden sich große und harte Stuhlmassen im Mastdarm und unteren Dickdarm.
3. Das Entleeren dieser harten Stuhlmassen durch den After (Anus) ist schmerzhaft. Der Schmerz wird noch erheblich verstärkt, wenn durch den harten Stuhl Risse im After (Analfissuren) entstanden sind. Auch Infektionen am After, z. B. Pilz- (Candida) oder Streptokokken können Schmerzen beim Stuhlgang verursachen.
4. Aus Angst vor den Schmerzen beim Stuhlgang halten die Kinder den Kot zurück (Stuhlverhaltung). Dies verschlimmert wiederum die Obstipation. Eine weitere Ursache für Stuhlverhaltung kann auch in Ekel oder irrationalen Ängsten des Kindes vor der Toilette begründet liegen (z. B. Monster, Abgrund). Wenn Kinder mit Mühe den Stuhl zurückhalten, nehmen sie manchmal Stellungen ein, die dies erleichtern (z. B. in die Hocke gehen oder längere Zeit stillstehen). Um dafür ein Alibi zu haben, tun sie dann so, als ob sie etwas auf dem Boden suchen oder ihre Schuhe binden würden (Stuhlrückhaltungs-Verhalten).
5. Mit der Ausdehnung und Erschlaffung der Darmwand geht auch ein Sensibilitätsverlust einher. Dies bedeutet, dass die Kinder das Gefühl dafür verlieren, ob der Darm voll ist und entleert werden muss. Sie merken auch nicht mehr, wenn sich durch den aufgestauten Druck der Stuhl von alleine nach außen schiebt.
6. Der noch nicht eingedickte weiche Stuhl im oberen Teil des Dickdarms kann sich durch den hohen Druck an den harten Stuhlmassen unbemerkt vorbeischieben (Darmüberlauf). Die Kinder bemerken dies erst, wenn sie den warmen Kot in der Hose fühlen.

### Folgen
Abgesehen von den praktischen Umständen, die es im Alltag bereitet, bedeutet das Einkoten eine enorme seelische Belastung sowohl für die betroffenen Kinder wie auch für die Eltern.
- Bei den Kindern verursacht es Scham, Minderwertigkeitsgefühle und Angst vor Strafe oder Spott. Es kann zu Versagensängsten führen, soziale Kontakte unterbinden und psychische Störungen auslösen. Der Versuch, es zu verheimlichen, kann zu Aktionen führen, die von den Eltern fälschlich als Absicht interpretiert werden können, z. B. Verstecken der beschmutzten Kleidung an „unmöglichen“ Stellen.
- Die Eltern ihrerseits sind oft schockiert, weil sie glauben, dass ihr Kind „abnormal“ sei. Falls sie annehmen, dass ihr Kind es absichtlich tut, kann das zur Bestrafung oder gar Züchtigung des Kindes führen. Gegenseitige Schuldzuweisungen können die Folge sein und die Familie sogar zerrütten.

### Typische Symptome
- Mehrere weiche Kotabgänge am Tag: Überlauf-Inkontinenz (oft als Durchfall fehlinterpretiert)
- gelegentlich sehr große Stuhlmassen bei teilweisem Abgang des eingedickten Kots
- Schmerzen beim Stuhlgang durch große und harte Stuhlmassen
- Blut im Stuhl durch gelegentlich vorhandene Analfissuren oder Analinfektionen (durch Candida oder Streptokokken)
- Stuhlrückhaltungs-Verhalten:
  - Zum Beispiel werden Kinder beobachtet, die vor dem Einkoten längere Zeit in einer Ecke stehen.
  - Dies kann als angestrengtes Drücken fehlinterpretiert werden, was die Annahme schürt, das Einkoten wäre beabsichtigt.
- Kinder mit starker Stuhlverstopfung wirken oft kraftlos, blass und sind leicht reizbar.
- Besserung der Symptome bei früheren Gaben von Abführmitteln (Laxantien)

### Untersuchung durch den Arzt
Die Untersuchung beim Arzt zielt darauf ab, die (seltenen) möglichen psychischen und organischen Ursachen auszuschließen, und eine positive Diagnose von Obstipation mit Einkoten zu stellen. Folgende Fragen spielen eine Rolle:
- Fragen nach den typischen Symptomen
- Fragen nach den Meilensteinen der Kindesentwicklung: Gab es grobe Verhaltensauffälligkeiten, die auf eine psychische Ursache schließen lassen?
- Fragen nach etwaigen physischen Verletzungen, etwa im Falle eines Unfalls oder bei sexuellem Missbrauch
- War der erste Stuhlabgang des Neugeborenen später als normal, d. h. später als 24–48 Stunden nach der Geburt? (Dies könnte ein Hinweis auf Morbus Hirschsprung sein.)
- Abhängigkeit der Symptomatik von speziellen Situationen
- Entwicklung der Symptomatik
- Schwankungen in der Häufigkeit des Auftretens
- bisherige Vorbehandlungen
- bisherige Bewältigungsversuche des Kindes und der Familie.

Es schließt sich eine körperliche Untersuchung an:
- Untersuchung des Bauches (Abdomen). Bei der Palpation des Abdomens wird besonders auf Skybala (harte Stuhlklumpen) geachtet. Die abdominelle Sonographie ist für das Kind in keiner Weise belastend und gehört zum Standardprogramm bei unklaren abdominellen Beschwerden.
- Inspektion der Analregion (Bereich um den After), bei der auf Fissuren und Entzündungen geachtet werden muss.
- Ob eine Rektaluntersuchung (Austasten des Mastdarms) durchgeführt werden soll, ist unter Ärzten umstritten: Dabei wird der Füllungszustand des Rektums und der rectoanale Reflex (Internusrelaxation) geprüft. Manche Fachmediziner sind jedoch der Meinung, dass diese keinerlei notwendige Erkenntnisse liefert, jedoch gerade für die Kinder, die ohnehin schon an dieser Stelle traumatisiert sind, ein zusätzliches und unnötiges Trauma bedeutet.
- Untersuchung des Rückens und der Sehnenreflexe der Beine. Etwaige Abnormalitäten hier wären ein Hinweis auf eine Spina bifida.
- Stuhluntersuchung auf verstecktes Blut
- In Einzelfällen und bei Verdacht auf ernste körperliche Erkrankungen können weiterführende apparative Methoden in Erwägung gezogen werden. Eingreifende und für das Kind belastende Untersuchungsmethoden wie die Sphinktermanometrie und ähnliche werden nur in Ausnahmefällen erforderlich sein.

### Behandlung
Alle Fälle von Einkoten sollten, sofern eine andere Ursache nicht offensichtlich ist, in erster Instanz als eine Folge von Obstipation behandelt werden. Nur wenn das Einkoten nach erfolgreicher Therapie der Obstipation weiterbesteht, sollte man nach psychischen Ursachen suchen. Weiterreichende und invasive Untersuchungen hinsichtlich organischer Krankheiten sollten nur unternommen werden, wenn es dafür in der einfachen ärztlichen Untersuchung auch konkrete Hinweise gibt.
Es ist wichtig, die Betroffenen aufzuklären und zu ermutigen. Dies bewirkt eine wichtige Reduktion von Schuld und Schamgefühlen bei Eltern und Kind, und die Atmosphäre wechselt von „gereizt-feindlich“ zu „verständlich-unterstützend“.
- Einkoten ist nicht beabsichtigt! (Das Kind merkt nichts, bis es passiert ist.)
- Das Kind ist nicht abnormal! (Psychische Probleme sind Folge und nicht die Ursache.)
- Es kann erfolgreich behandelt werden!
- Ausführliche Erklärung der Zusammenhänge mit Hilfe einer Skizze, die den „Darmüberlauf“-Mechanismus veranschaulicht. Eltern sind manchmal schwer davon zu überzeugen, dass ihr Kind eine Therapie gegen Verstopfung antreten soll, wenn es doch eher nach Durchfall aussieht.

Die Behandlung der Obstipation besteht aus drei Teilen:
1. Darmentleerung mit einem starken Abführmittel (z. B. Bisacodyl für 3 Tage). Ein Einlauf ist meistens nicht erforderlich. Man beginnt am besten, wenn das Kind nicht zur Schule oder in den Kindergarten gehen muss, da es natürlich das Einkoten zunächst verstärkt.
2. Vermeidung der erneuten Obstipation. Da der Darm stark erweitert ist und die Darmsensibilität vermindert ist, ist es nur eine Frage der Zeit, bis sich der Darm wieder übermäßig füllt, und das Problem von neuem beginnt. Dies wird vermieden, indem man ohne Unterbrechungen weiterhin Abführmittel oder Stuhlaufweicher verabreicht und zwar für 4 – 6 Monate. Nach dieser Behandlungszeit muss die angewandte Medikamentendosis langsam abgesenkt werden. Die lange Behandlungsdauer ist notwendig, damit der Darm wieder zur ursprünglichen Größe und Elastizität zurückkehrt und damit auch die Darmsensibilität wiederhergestellt wird. Eine weitere sinnvolle Maßnahme ist es, dem Kind viel Flüssigkeit und Ballaststoffe (z. B. Früchte) zu geben. Allerdings spielt eine ballaststoffreiche Ernährung bei Kindern eine weniger wichtige Rolle als bei Erwachsenen. Sie ist als alleinige Behandlungsmaßnahme der Obstipation nicht ausreichend.
3. Stuhltraining ist notwendig, damit das Kind den regelmäßigen Gang zur Toilette wieder erlernt. Begonnen wird nach erfolgreicher Darmentleerung. Regelmäßiger Gang zur Toilette sollte mindestens 5 Minuten lang, und mindestens einmal täglich zur gleichen Tageszeit (am besten nach dem Frühstück, da die Darmentleerung durch den gastrokolischen Reflex erleichtert wird) durchgeführt werden, und zwar unabhängig davon, ob Stuhldrang verspürt wird oder nicht. Dabei ist auf entspanntes Sitzen auf der Toilette (bequemer, fester WC-Sitz, Abstützen der Füße evtl. durch ein Fußbänkchen, um damit entspanntes Sitzen ohne Verspannung des Beckenbodens zu ermöglichen) zu achten. Auch sollten eventuelle Ängste oder Ekel des Kindes vor der Toilette angesprochen und ggf. geklärt werden.

## Nicht-retentive Enkopresis (Einkoten ohne Verstopfung)
Nur 5–20 % der Enkopresisfälle lassen sich auf psychische Probleme zurückführen. Man kann innere und äußere Ursachen unterscheiden:

### Innere Ursachen
Als eine der Ursachen für Einkoten wird eine starke innere nervöse Spannung des Kindes genannt. Warum sich diese nun gerade in Form des Einkotens ausdrückt, ist schwer zu beantworten. Man kann aber davon ausgehen, dass es einen Ruf des Kindes nach Zuwendung und Liebe darstellt, der eventuell auf ein gestörtes Eltern-Kind-Verhältnis, auf Geschwisterrivalität, Überforderung oder auf zu stark akzentuiertes Leistungsverhalten zurückgeführt werden kann.
So setzt das Einkoten so wie das Bettnässen häufig ein, wenn ein Geschwisterkind geboren wird, und das ältere Kind erlebt, dass sich die ganze Liebe und Aufmerksamkeit vermeintlich dem Neugeborenen zuwendet.
Kinder mit einer hyperkinetischen Störung können wegen der Aufmerksamkeitsstörung, die sich auch auf die Propriozeption bezieht (unzureichende Wahrnehmung des Füllungsdrucks im Rektum), ein erhöhtes Risiko für Enkopresis aufweisen.
Bei Zwangsstörungen, Angst vor der Toilette kann es zum Zurückhalten des Stuhls und zur konsekutiven retentiven Enkopresis (siehe oben) kommen.

### Äußere Ursachen
Oft sind Belastungen und Veränderungen Auslöser für das Einkoten, z. B. ein Umzug, ein neues Geschwister, ein Krankenhausaufenthalt, Schulwechsel, Scheidung. Der Darm reagiert empfindlich auf alle Emotionen. Konflikte und Stresssituationen äußern sich bei Kindern vorwiegend körperlich und in der Leistungsmotivation, während der Beziehungsbereich unterentwickelt ist. In betroffenen Familien wird oft viel Wert auf Sekundärtugenden wie Höflichkeit, Fleiß, Gewissenhaftigkeit gelegt. Aber auch Ordnung, Sauberkeit, Pünktlichkeit und Gehorsam spielen eine große Rolle.
Die elementaren Grunderfahrungen sind eher unterentwickelt. Oft besteht eine Mutter-Kind-Beziehung, die zwischen Verbundenheit (Nähe) und Ablösung (Distanz) schwankt. Ganz besonders entwicklungsbedürftig sind Grunderfahrungen wie Liebe und Vertrauen. Die psychosomatische Verarbeitung des inneren Konflikts drückt sich im Einkoten aus. Da Kinder wie Seismographen die eigentliche Familienatmosphäre anzeigen, bekommt das Symptom im Familiengefüge eine Bedeutung, die es deutlich zu machen gilt. Das Kind macht in Krisen durch frühkindliche Verhaltensweisen auf Konfliktfelder der Familie aufmerksam. Passiv und sprachlos zeigt das Kind durch die Organsprache, dass Probleme unerträglich wurden.

### Diagnose
Die Anamnese beginnt mit einer ausführlichen Befragung des Kindes und der Eltern. Es folgt dann die genaue körperliche Untersuchung, um die weiter oben beschriebenen, viel häufigeren körperlichen Ursachen für das Einkoten auszuschließen.
Wichtige Punkte der Befragung sind die Häufigkeit des Einkotens, Besonderheiten beim Einkoten oder ob die Eltern bereits Probleme mit dem Trockenwerden hatten. Auch Fragen, wie das Sauberkeitstraining bisher durchgeführt wurde oder welche Behandlungsmaßnahmen bereits erfolgten, werden gestellt. Es hat sich als sinnvoll erwiesen, Häufigkeit und Schweregrad sowohl von den Eltern als auch vom Kind protokollieren zu lassen. Erfasst werden sollte auch, ob und wie das Kind versucht, die Symptomatik zu verbergen (z. B. durch Verstecken der Unterwäsche). Darüber hinaus sollte auch die Tageszeit, in der es zum Einkoten kommt, und ob gleichzeitig eine Enuresis vorliegt, festgehalten werden. In der Exploration mit dem Kind sollte nach sog. „Toilettenängsten“, Schmerzen bei der Defäkation sowie nach vergeblichen Versuchen der Selbsthilfe gefragt werden, nach dem subjektiven Leidensdruck (Hänseleien?), nach der emotionalen Belastung und nach der Offenheit, mit der mit den nächsten Bezugspersonen darüber gesprochen werden kann.
Zur Erhebung der Hintergründe der Enkopresis ist auch ein Interview mit den Eltern (getrennt und gemeinsam mit dem Kind) zu führen. Sowohl für Kinder als auch für ihre Eltern ist es eine außerordentliche Belastung, wenn zu dem erwarteten Zeitpunkt die Mastdarmkontrolle nicht erreicht wird oder wieder verloren geht. Viele Eltern glauben dann, pädagogisch versagt zu haben, aber auch für die Kinder sind diese Symptome außerordentlich belastend und schambesetzt. Sie versuchen in der Regel, vor Gleichaltrigen diese Schwächen zu verbergen und selbst vor vertrauten Personen die Symptomatik zu verleugnen. Eine verwertbare Befunderhebung ist deshalb nur nach einem „warming up“ möglich. Wesentlich ist dabei, eine vertraute Atmosphäre zu schaffen und dem Symptom versachlicht zu begegnen.
Durch die Befragung der Eltern oder Erziehungsberechtigten soll herausgefunden werden, ob es bei der Entwicklung des Kindes Auffälligkeiten gegeben hat. Dabei werden folgende Punkte erfragt:
- Wie hat sich die Defäkation im Säuglings- und Kleinkindalter gestaltet (Frequenz, Menge, Konsistenz, Schmerzäußerungen, …)?
- Wann wurde mit dem Toilettentraining begonnen (Stellenwert der Sauberkeitserziehung in der Familie) und wie wurde dies gestaltet?
- War das Toilettentraining unzureichend?
- Liegen Nahrungsmittelunverträglichkeiten und Unregelmäßigkeiten des Stuhlgangs (Diarrhöen, Obstipation) vor?
- Gingen emotionale Störungen oder Störungen des Sozialverhaltens voraus?
- Gibt es eine Vorgeschichte physischer und/oder psychischer Traumatisierung, etwa durch sexuellen Missbrauch?

Die Rolle der Sauberkeitserziehung spielt für die Enkopresis eine größere Rolle als für die Enuresis. Forciertes und strafendes Training kann das Kind dazu bringen, den Stuhl zurückzuhalten und eine Überlaufenkopresis zu entwickeln. Die Bewertung der Symptomatik durch die Eltern und die Reaktionen des Kindes darauf müssen erfasst werden. Psychiatrische Störungen der Eltern (Zwangsstörungen, substanzbedingte Störungen, schizophrene Psychosen) sollten ausgeschlossen werden. Abgeklärt werden müssen auch die Wohnverhältnisse (Erreichbarkeit der Toilette, altersangemessene Toilette, ausreichende Beleuchtung und Heizung).
Nach den körperlichen Untersuchungen werden auch die Untersuchungen auf psychische Störungen (geistige Behinderung, Zwangsstörung, Hyperkinetisches Syndrom, Phobien, akute Belastungsreaktion, Psychose) durchgeführt. Hierbei spielt das Umfeld des Kindes eine große Rolle. Zunächst werden hier generelle Tests zur Abklärung von geistigen Entwicklungsstörungen und auf ADHS gemacht. Im weiteren Verlauf wird dann nach anderen Zwangsstörungen usw. gesucht. Für die Diagnose werden unterschiedliche Tests verwendet.

### Behandlung
Dem Kind sollten möglichst viele Erlebnisse des Geborgenseins vermittelt werden. Jeder Appell an das Gewissen des Kindes oder an sein Schamgefühl ist zu unterlassen, es würde nur neue oder weitere Schuldgefühle auslösen. Das Einkoten ist häufig nicht nur peinlich für die betroffenen Kinder, nicht selten kommen Eltern mit dem Schuldgefühl zur Therapie, dass sie selbst für das Auftreten dieses Problems verantwortlich sind. Sie sehen sich zum Teil als Mitverursacher.
Beim therapeutischen Vorgehen handelt es sich vorwiegend um ein funktional orientiertes Behandlungskonzept, ausgerichtet an den persönlichen Merkmalen des einkotenden Kindes, denen seiner Familie, sowie dem Einkotverhalten selbst. In der Behandlung kommen neben familienzentrierten, spieltherapeutischen Maßnahmen verhaltenstherapeutische funktionsspezifische Ansätze zum Tragen.
Die Behandlungsformen der primären und der sekundären Enkopresis unterscheiden sich nicht. In Bezug auf die Komorbidität ist zu bedenken, dass bei Vorliegen eines hyperkinetischen Syndroms zunächst dieses gezielt behandelt werden sollte, um die Grundlage für eine wirksame Therapie der Enkopresis zu schaffen, das Gleiche gilt auch beim Vorliegen einer Angst- und/oder Zwangsstörung. Liegt eine Sozialisationsstörung vor, dann sollten sowohl die Enkopresis als auch die Sozialisationsstörung parallel behandelt werden. Bei Komorbidität mit Enuresis sollten ebenfalls beide Störungsbilder gleichzeitig therapeutisch angegangen werden.
- Reduktion der psychischen Belastung durch Beratung der Eltern, Aufklärung über die Besonderheiten der Erkrankung mit Entängstigung und Reduktion von Schuld und Schamgefühlen bei Kindern und Eltern, insbesondere bei den betroffenen Kindern ist dies oft nur in einem kognitiv-psychotherapeutischen Setting möglich.
- Psychotherapeutische Maßnahmen. Parallel hierzu ist ein verhaltenstherapeutisches Programm mit Toilettentraining (regelmäßiger Gang zur Toilette nach den Mahlzeiten für mindestens 5 Minuten, auch wenn kein Stuhldrang verspürt wird) durchzuführen. Dabei ist auf entspanntes Sitzen auf der Toilette (bequemer, fester WC-Sitz, Abstützen der Füße evtl. durch ein Fußbänkchen, um damit entspanntes Sitzen ohne Verspannung des Beckenbodens zu ermöglichen) zu achten. Verstärkung durch Lob und Zuwendung. Zusätzlicher Verstärkereinsatz, wenn Stuhl in die Toilette abgesetzt wird wie gemeinsames Spiel, gemeinsame Tätigkeiten.